# Wahlkreis Edinburgh West
| Edinburgh West             |
| -------------------------- |
| Edinburgh West             |
| Gebildet                   |
| 1885                       |
| Abgeordneter               |
| Christine Jardine (LibDem) |
| Regionen                   |
| Edinburgh                  |

Edinburgh West ist ein Wahlkreis für das Britische Unterhaus. Er wurde 1885 geschaffen und deckt die westlichen Gebiete der Council Area Edinburgh ab. Der Wahlkreis entsendet einen Abgeordneten.
Vor den Wahlen im Jahre 1997 war Edinburgh in sechs Wahlkreise untergliedert, von denen mit Edinburgh East and Musselburgh einer auch die Stadt Musselburgh im benachbarten East Lothian umfasste. Im Zuge der Wahlkreisreform 2005 wurde die Anzahl der Wahlkreise in Edinburgh auf fünf reduziert, die jedoch alleinig die Council Area selbst abdecken. Seitdem ist das durch Edinburgh West abgedeckte Gebiet nicht mehr identisch mit dem Wahlkreis Edinburgh West für das schottische Parlament.

## Wahlergebnisse

### Unterhauswahlen 1885
| Ergebnisse der Unterhauswahlen 1885 | Ergebnisse der Unterhauswahlen 1885 | Ergebnisse der Unterhauswahlen 1885 | Ergebnisse der Unterhauswahlen 1885 |
| Partei                              | Kandidat                            | Stimmen                             | %                                   |
| ----------------------------------- | ----------------------------------- | ----------------------------------- | ----------------------------------- |
| Liberal                             | Thomas Ryburn Buchanan              | 3080                                | 54,0                                |
| Conservative                        | George Auldjo Jamieson              | 2625                                | 46,0                                |

### Unterhauswahlen 1886
| Ergebnisse der Unterhauswahlen 1886 | Ergebnisse der Unterhauswahlen 1886 | Ergebnisse der Unterhauswahlen 1886 | Ergebnisse der Unterhauswahlen 1886 |
| Partei                              | Kandidat                            | Stimmen                             | %                                   |
| ----------------------------------- | ----------------------------------- | ----------------------------------- | ----------------------------------- |
| Liberal Unionist                    | Thomas Ryburn Buchanan              | 3083                                | 56,3                                |
| Liberal                             | Robert Wallace                      | 2393                                | 43,7                                |

### Nachwahlen 1888
| Ergebnisse der Nachwahlen 1888 | Ergebnisse der Nachwahlen 1888 | Ergebnisse der Nachwahlen 1888 | Ergebnisse der Nachwahlen 1888 |
| Partei                         | Kandidat                       | Stimmen                        | %                              |
| ------------------------------ | ------------------------------ | ------------------------------ | ------------------------------ |
| Liberal                        | Thomas Ryburn Buchanan         | 3298                           | 50,4                           |
| Liberal Unionist               | Thomas Raleigh                 | 3244                           | 49,6                           |

### Unterhauswahlen 1892
| Ergebnisse der Unterhauswahlen 1892 | Ergebnisse der Unterhauswahlen 1892 | Ergebnisse der Unterhauswahlen 1892 | Ergebnisse der Unterhauswahlen 1892 | Ergebnisse der Unterhauswahlen 1892 |
| Partei                              | Kandidat                            | Stimmen                             | %                                   | ±                                   |
| ----------------------------------- | ----------------------------------- | ----------------------------------- | ----------------------------------- | ----------------------------------- |
| Liberal Unionist                    | William Palmer                      | 3728                                | 53,7                                | +4,1                                |
| Liberal                             | Thomas Ryburn Buchanan              | 3216                                | 46,3                                | −4,1                                |

### Unterhauswahlen 1895
Der liberale Unionist Lewis McIver entschied die Wahlen ohne Gegenkandidat für sich.

### Unterhauswahlen 1900
| Ergebnisse der Unterhauswahlen 1900 | Ergebnisse der Unterhauswahlen 1900 | Ergebnisse der Unterhauswahlen 1900 | Ergebnisse der Unterhauswahlen 1900 |
| Partei                              | Kandidat                            | Stimmen                             | %                                   |
| ----------------------------------- | ----------------------------------- | ----------------------------------- | ----------------------------------- |
| Liberal Unionist                    | Lewis McIver                        | 4180                                | 61,2                                |
| Liberal                             | E. Adam                             | 2645                                | 38,8                                |

### Unterhauswahlen 1906
| Ergebnisse der Unterhauswahlen 1906 | Ergebnisse der Unterhauswahlen 1906 | Ergebnisse der Unterhauswahlen 1906 | Ergebnisse der Unterhauswahlen 1906 | Ergebnisse der Unterhauswahlen 1906 |
| Partei                              | Kandidat                            | Stimmen                             | %                                   | ±                                   |
| ----------------------------------- | ----------------------------------- | ----------------------------------- | ----------------------------------- | ----------------------------------- |
| Liberal Unionist                    | Lewis McIver                        | 3949                                | 52,0                                | −9,2                                |
| Liberal                             | Leonard Henry Courtney              | 3643                                | 48,0                                | +9,2                                |

### Nachwahlen 1909
Nach Lewis McIver Rücktritt wurden im Wahlkreis Edinburgh West Nachwahlen vonnöten. Diese entschied James Avon Clyde ohne Gegenkandidat für sich.

### Unterhauswahlen Januar 1910
| Ergebnisse der Unterhauswahlen Januar 1910 | Ergebnisse der Unterhauswahlen Januar 1910 | Ergebnisse der Unterhauswahlen Januar 1910 | Ergebnisse der Unterhauswahlen Januar 1910 |
| Partei                                     | Kandidat                                   | Stimmen                                    | %                                          |
| ------------------------------------------ | ------------------------------------------ | ------------------------------------------ | ------------------------------------------ |
| Liberal Unionist                           | James Avon Clyde                           | 4683                                       | 52,5                                       |
| Liberal                                    | Charles Henry Lyell                        | 4233                                       | 47,5                                       |

### Unterhauswahlen Dezember 1910
| Ergebnisse der Unterhauswahlen Dezember 1910 | Ergebnisse der Unterhauswahlen Dezember 1910 | Ergebnisse der Unterhauswahlen Dezember 1910 | Ergebnisse der Unterhauswahlen Dezember 1910 | Ergebnisse der Unterhauswahlen Dezember 1910 |
| Partei                                       | Kandidat                                     | Stimmen                                      | %                                            | ±                                            |
| -------------------------------------------- | -------------------------------------------- | -------------------------------------------- | -------------------------------------------- | -------------------------------------------- |
| Liberal Unionist                             | James Avon Clyde                             | 4952                                         | 53,8                                         | +1,3                                         |
| Liberal                                      | John Hartman Morgan                          | 4252                                         | 46,2                                         | −1,3                                         |

### Unterhauswahlen 1918
| Ergebnisse der Unterhauswahlen 1918 | Ergebnisse der Unterhauswahlen 1918 | Ergebnisse der Unterhauswahlen 1918 | Ergebnisse der Unterhauswahlen 1918 | Ergebnisse der Unterhauswahlen 1918 |
| Partei                              | Kandidat                            | Stimmen                             | %                                   | ±                                   |
| ----------------------------------- | ----------------------------------- | ----------------------------------- | ----------------------------------- | ----------------------------------- |
| Unionist                            | John Gordon Jameson                 | 9172                                | 50,9                                | −2,9                                |
| Liberal                             | Edward Parrott                      | 6220                                | 34,5                                | −11,7                               |
| Labour                              | John Alexander Young                | 2640                                | 14,6                                | +14,6                               |

### Unterhauswahlen 1922
| Ergebnisse der Unterhauswahlen 1922 | Ergebnisse der Unterhauswahlen 1922 | Ergebnisse der Unterhauswahlen 1922 | Ergebnisse der Unterhauswahlen 1922 | Ergebnisse der Unterhauswahlen 1922 |
| Partei                              | Kandidat                            | Stimmen                             | %                                   | ±                                   |
| ----------------------------------- | ----------------------------------- | ----------------------------------- | ----------------------------------- | ----------------------------------- |
| Liberal                             | Vivian Phillipps                    | 12.355                              | 51,4                                | +16,9                               |
| Unionist                            | John Gordon Jameson                 | 11.689                              | 48,6                                | −2,3                                |

### Unterhauswahlen 1923
| Ergebnisse der Unterhauswahlen 1923 | Ergebnisse der Unterhauswahlen 1923 | Ergebnisse der Unterhauswahlen 1923 | Ergebnisse der Unterhauswahlen 1923 | Ergebnisse der Unterhauswahlen 1923 |
| Partei                              | Kandidat                            | Stimmen                             | %                                   | ±                                   |
| ----------------------------------- | ----------------------------------- | ----------------------------------- | ----------------------------------- | ----------------------------------- |
| Liberal                             | Vivian Phillipps                    | 11.010                              | 41,3                                | −10,1                               |
| Unionist                            | Ian Macintyre                       | 8778                                | 33,0                                | −15,6                               |
| Labour                              | George Mathers                      | 6836                                | 25,7                                | +25,7                               |

### Unterhauswahlen 1924
| Ergebnisse der Unterhauswahlen 1924 | Ergebnisse der Unterhauswahlen 1924 | Ergebnisse der Unterhauswahlen 1924 | Ergebnisse der Unterhauswahlen 1924 | Ergebnisse der Unterhauswahlen 1924 |
| Partei                              | Kandidat                            | Stimmen                             | %                                   | ±                                   |
| ----------------------------------- | ----------------------------------- | ----------------------------------- | ----------------------------------- | ----------------------------------- |
| Unionist                            | Ian Macintyre                       | 10.628                              | 36,6                                | +3,6                                |
| Labour                              | George Mathers                      | 9603                                | 33,1                                | +7,4                                |
| Liberal                             | Vivian Phillipps                    | 8790                                | 30,3                                | −11,0                               |

### Unterhauswahlen 1929
| Ergebnisse der Unterhauswahlen 1929 | Ergebnisse der Unterhauswahlen 1929 | Ergebnisse der Unterhauswahlen 1929 | Ergebnisse der Unterhauswahlen 1929 | Ergebnisse der Unterhauswahlen 1929 |
| Partei                              | Kandidat                            | Stimmen                             | %                                   | ±                                   |
| ----------------------------------- | ----------------------------------- | ----------------------------------- | ----------------------------------- | ----------------------------------- |
| Labour                              | George Mathers                      | 15.795                              | 38,6                                | +5,5                                |
| Unionist                            | Wilfrid Normand                     | 12.966                              | 31,7                                | −4,9                                |
| Liberal                             | Vivian Phillipps                    | 12.126                              | 29,7                                | −0,6                                |

### Unterhauswahlen 1931
| Ergebnisse der Unterhauswahlen 1931 | Ergebnisse der Unterhauswahlen 1931 | Ergebnisse der Unterhauswahlen 1931 | Ergebnisse der Unterhauswahlen 1931 | Ergebnisse der Unterhauswahlen 1931 |
| Partei                              | Kandidat                            | Stimmen                             | %                                   | ±                                   |
| ----------------------------------- | ----------------------------------- | ----------------------------------- | ----------------------------------- | ----------------------------------- |
| Unionist                            | Wilfrid Normand                     | 31.407                              | 71,2                                | +39,5                               |
| Labour                              | George Mathers                      | 12.704                              | 28,8                                | −9,8                                |

### Unterhauswahlen 1935
| Ergebnisse der Unterhauswahlen 1935 | Ergebnisse der Unterhauswahlen 1935 | Ergebnisse der Unterhauswahlen 1935 | Ergebnisse der Unterhauswahlen 1935 | Ergebnisse der Unterhauswahlen 1935 |
| Partei                              | Kandidat                            | Stimmen                             | %                                   | ±                                   |
| ----------------------------------- | ----------------------------------- | ----------------------------------- | ----------------------------------- | ----------------------------------- |
| Unionist                            | Thomas Cooper                       | 28.023                              | 67,0                                | −4,2                                |
| Labour                              | J. Welsh                            | 13.794                              | 33,0                                | +4,2                                |

### Nachwahlen 1941
Nachdem Cooper sein Mandat 1941 zurückgegeben hatte, waren im Wahlkreis Nachwahlen erforderlich. Diese entschied der Unionist Ian Clark Hutchison ohne Gegenkandidaten für sich.

### Unterhauswahlen 1945
| Ergebnisse der Unterhauswahlen 1945 | Ergebnisse der Unterhauswahlen 1945 | Ergebnisse der Unterhauswahlen 1945 | Ergebnisse der Unterhauswahlen 1945 | Ergebnisse der Unterhauswahlen 1945 |
| Partei                              | Kandidat                            | Stimmen                             | %                                   | ±                                   |
| ----------------------------------- | ----------------------------------- | ----------------------------------- | ----------------------------------- | ----------------------------------- |
| Unionist                            | Ian Clark Hutchison                 | 19.894                              | 47,4                                | −19,6                               |
| Labour                              | G. Stott                            | 18.804                              | 44,9                                | +11,9                               |
| Liberal                             | J.G. Thomson                        | 3256                                | 7,8                                 | +7,8                                |

### Unterhauswahlen 1950
| Ergebnisse der Unterhauswahlen 1950 | Ergebnisse der Unterhauswahlen 1950 | Ergebnisse der Unterhauswahlen 1950 | Ergebnisse der Unterhauswahlen 1950 | Ergebnisse der Unterhauswahlen 1950 |
| Partei                              | Kandidat                            | Stimmen                             | %                                   | ±                                   |
| ----------------------------------- | ----------------------------------- | ----------------------------------- | ----------------------------------- | ----------------------------------- |
| Unionist                            | Ian Clark Hutchison                 | 26.978                              | 60,3                                | +12,9                               |
| Labour                              | C. Morgan                           | 14.377                              | 32,0                                | −12,9                               |
| Liberal                             | Lionel Henry Daiches                | 3586                                | 8,0                                 | +0,2                                |

### Unterhauswahlen 1951
| Ergebnisse der Unterhauswahlen 1951 | Ergebnisse der Unterhauswahlen 1951 | Ergebnisse der Unterhauswahlen 1951 | Ergebnisse der Unterhauswahlen 1951 | Ergebnisse der Unterhauswahlen 1951 |
| Partei                              | Kandidat                            | Stimmen                             | %                                   | ±                                   |
| ----------------------------------- | ----------------------------------- | ----------------------------------- | ----------------------------------- | ----------------------------------- |
| Unionist                            | Ian Clark Hutchison                 | 30.232                              | 66,0                                | +5,7                                |
| Labour                              | Harry S. Wilson                     | 15.607                              | 34,1                                | +2,1                                |

### Unterhauswahlen 1955
| Ergebnisse der Unterhauswahlen 1955 | Ergebnisse der Unterhauswahlen 1955 | Ergebnisse der Unterhauswahlen 1955 | Ergebnisse der Unterhauswahlen 1955 | Ergebnisse der Unterhauswahlen 1955 |
| Partei                              | Kandidat                            | Stimmen                             | %                                   | ±                                   |
| ----------------------------------- | ----------------------------------- | ----------------------------------- | ----------------------------------- | ----------------------------------- |
| Unionist                            | Ian Clark Hutchison                 | 26.000                              | 67,0                                | +1,0                                |
| Labour                              | James Alexander Cuthburt Thomson    | 12.784                              | 33,0                                | −1,1                                |

### Unterhauswahlen 1959
| Ergebnisse der Unterhauswahlen 1959 | Ergebnisse der Unterhauswahlen 1959 | Ergebnisse der Unterhauswahlen 1959 | Ergebnisse der Unterhauswahlen 1959 | Ergebnisse der Unterhauswahlen 1959 |
| Partei                              | Kandidat                            | Stimmen                             | %                                   | ±                                   |
| ----------------------------------- | ----------------------------------- | ----------------------------------- | ----------------------------------- | ----------------------------------- |
| Unionist                            | Anthony Stodart                     | 25.976                              | 56,5                                | −10,5                               |
| Labour                              | James K. Stocks                     | 14.044                              | 30,5                                | −2,5                                |
| Liberal                             | Donald F. Leach                     | 5962                                | 13,0                                | +13,0                               |

### Unterhauswahlen 1964
| Ergebnisse der Unterhauswahlen 1964 | Ergebnisse der Unterhauswahlen 1964 | Ergebnisse der Unterhauswahlen 1964 | Ergebnisse der Unterhauswahlen 1964 | Ergebnisse der Unterhauswahlen 1964 |
| Partei                              | Kandidat                            | Stimmen                             | %                                   | ±                                   |
| ----------------------------------- | ----------------------------------- | ----------------------------------- | ----------------------------------- | ----------------------------------- |
| Unionist                            | Anthony Stodart                     | 26.298                              | 50,6                                | −5,9                                |
| Labour                              | James K. Stocks                     | 18.359                              | 35,3                                | +4,8                                |
| Liberal                             | James R. Telfer                     | 7352                                | 14,1                                | +1,0                                |

### Unterhauswahlen 1966
| Ergebnisse der Unterhauswahlen 1966 | Ergebnisse der Unterhauswahlen 1966 | Ergebnisse der Unterhauswahlen 1966 | Ergebnisse der Unterhauswahlen 1966 | Ergebnisse der Unterhauswahlen 1966 |
| Partei                              | Kandidat                            | Stimmen                             | %                                   | ±                                   |
| ----------------------------------- | ----------------------------------- | ----------------------------------- | ----------------------------------- | ----------------------------------- |
| Conservative                        | Anthony Stodart                     | 24.882                              | 48,3                                | −2,3                                |
| Labour                              | Richard Giles Douglas               | 20.073                              | 39,0                                | +3,7                                |
| SNP                                 | James R. Telfer                     | 6571                                | 12,8                                | +12,8                               |

### Unterhauswahlen 1970
| Ergebnisse der Unterhauswahlen 1970 | Ergebnisse der Unterhauswahlen 1970 | Ergebnisse der Unterhauswahlen 1970 | Ergebnisse der Unterhauswahlen 1970 | Ergebnisse der Unterhauswahlen 1970 |
| Partei                              | Kandidat                            | Stimmen                             | %                                   | ±                                   |
| ----------------------------------- | ----------------------------------- | ----------------------------------- | ----------------------------------- | ----------------------------------- |
| Conservative                        | Anthony Stodart                     | 26.864                              | 49,2                                | +0,9                                |
| Labour                              | George Foulkes                      | 19.523                              | 35,8                                | −3,2                                |
| Liberal                             | Donald Gorrie                       | 4467                                | 8,4                                 | +8,4                                |
| SNP                                 | Muriel M. Gibson                    | 3711                                | 6,8                                 | −6,0                                |

### Unterhauswahlen Februar 1974
| Ergebnisse der Unterhauswahlen Februar 1974 | Ergebnisse der Unterhauswahlen Februar 1974 | Ergebnisse der Unterhauswahlen Februar 1974 | Ergebnisse der Unterhauswahlen Februar 1974 | Ergebnisse der Unterhauswahlen Februar 1974 |
| Partei                                      | Kandidat                                    | Stimmen                                     | %                                           | ±                                           |
| ------------------------------------------- | ------------------------------------------- | ------------------------------------------- | ------------------------------------------- | ------------------------------------------- |
| Conservative                                | Anthony Stodart                             | 18.908                                      | 44,2                                        | −5,0                                        |
| Labour                                      | W.J. Taylor                                 | 10.431                                      | 24,4                                        | −11,4                                       |
| Liberal                                     | Donald Gorrie                               | 9189                                        | 21,5                                        | +13,1                                       |
| SNP                                         | R. Moore                                    | 4241                                        | 9,9                                         | +3,1                                        |

### Unterhauswahlen Oktober 1974
| Ergebnisse der Unterhauswahlen Oktober 1974 | Ergebnisse der Unterhauswahlen Oktober 1974 | Ergebnisse der Unterhauswahlen Oktober 1974 | Ergebnisse der Unterhauswahlen Oktober 1974 | Ergebnisse der Unterhauswahlen Oktober 1974 |
| Partei                                      | Kandidat                                    | Stimmen                                     | %                                           | ±                                           |
| ------------------------------------------- | ------------------------------------------- | ------------------------------------------- | ------------------------------------------- | ------------------------------------------- |
| Conservative                                | James Douglas-Hamilton                      | 15.354                                      | 38,2                                        | −6,0                                        |
| Labour                                      | W.J. Taylor                                 | 10.152                                      | 25,2                                        | +0,8                                        |
| SNP                                         | C.M. Moore                                  | 8135                                        | 20,2                                        | +10,3                                       |
| Liberal                                     | Donald Gorrie                               | 6606                                        | 16,4                                        | −5,1                                        |

### Unterhauswahlen 1979
| Ergebnisse der Unterhauswahlen 1979 | Ergebnisse der Unterhauswahlen 1979 | Ergebnisse der Unterhauswahlen 1979 | Ergebnisse der Unterhauswahlen 1979 | Ergebnisse der Unterhauswahlen 1979 |
| Partei                              | Kandidat                            | Stimmen                             | %                                   | ±                                   |
| ----------------------------------- | ----------------------------------- | ----------------------------------- | ----------------------------------- | ----------------------------------- |
| Conservative                        | James Douglas-Hamilton              | 19.360                              | 45,4                                | +7,2                                |
| Labour                              | M.C.B. McGregor                     | 12.009                              | 28,2                                | +3,0                                |
| Liberal                             | R. Callendar                        | 7330                                | 17,2                                | +0,8                                |
| SNP                                 | C. Bell                             | 3904                                | 9,2                                 | −11,0                               |

### Unterhauswahlen 1983
| Ergebnisse der Unterhauswahlen 1983 | Ergebnisse der Unterhauswahlen 1983 | Ergebnisse der Unterhauswahlen 1983 | Ergebnisse der Unterhauswahlen 1983 | Ergebnisse der Unterhauswahlen 1983 |
| Partei                              | Kandidat                            | Stimmen                             | %                                   | ±                                   |
| ----------------------------------- | ----------------------------------- | ----------------------------------- | ----------------------------------- | ----------------------------------- |
| Conservative                        | James Douglas-Hamilton              | 17.646                              | 38,2                                | −7,2                                |
| Liberal                             | D.G. King                           | 17.148                              | 37,1                                | +19,9                               |
| Labour                              | A. Wood                             | 9313                                | 20,1                                | −8,1                                |
| SNP                                 | J. Nicoll                           | 2126                                | 4,6                                 | −4,6                                |

### Unterhauswahlen 1987
| Ergebnisse der Unterhauswahlen 1987 | Ergebnisse der Unterhauswahlen 1987 | Ergebnisse der Unterhauswahlen 1987 | Ergebnisse der Unterhauswahlen 1987 | Ergebnisse der Unterhauswahlen 1987 |
| Partei                              | Kandidat                            | Stimmen                             | %                                   | ±                                   |
| ----------------------------------- | ----------------------------------- | ----------------------------------- | ----------------------------------- | ----------------------------------- |
| Conservative                        | James Douglas-Hamilton              | 18.450                              | 37,4                                | −0,8                                |
| Liberal                             | D.A. Graham                         | 17.216                              | 34,9                                | −2,2                                |
| Labour                              | M. McGregor                         | 10.957                              | 22,2                                | +2,1                                |
| SNP                                 | N. Irons                            | 2774                                | 5,6                                 | +1,0                                |

### Unterhauswahlen 1992
| Ergebnisse der Unterhauswahlen 1992 | Ergebnisse der Unterhauswahlen 1992 | Ergebnisse der Unterhauswahlen 1992 | Ergebnisse der Unterhauswahlen 1992 | Ergebnisse der Unterhauswahlen 1992 |
| Partei                              | Kandidat                            | Stimmen                             | %                                   | ±                                   |
| ----------------------------------- | ----------------------------------- | ----------------------------------- | ----------------------------------- | ----------------------------------- |
| Conservative                        | James Douglas-Hamilton              | 18.071                              | 37,1                                | −0,3                                |
| Liberal Democrats                   | Donald Gorrie                       | 17.192                              | 35,3                                | +0,4                                |
| Labour                              | Irene A. Kitson                     | 8759                                | 18,0                                | −4,2                                |
| SNP                                 | Graham D. Sutherland                | 4117                                | 8,4                                 | +2,8                                |
| Liberal                             | Alan R. Fleming                     | 272                                 | 0,6                                 | +0,6                                |
| Green                               | Linda M. Hendry                     | 234                                 | 0,5                                 | +0,5                                |
| BNP                                 | David J. Bruce                      | 133                                 | 0,3                                 | +0,3                                |

### Unterhauswahlen 1997
| Ergebnisse der Unterhauswahlen 1997 | Ergebnisse der Unterhauswahlen 1997 | Ergebnisse der Unterhauswahlen 1997 | Ergebnisse der Unterhauswahlen 1997 | Ergebnisse der Unterhauswahlen 1997 |
| Partei                              | Kandidat                            | Stimmen                             | %                                   | ±                                   |
| ----------------------------------- | ----------------------------------- | ----------------------------------- | ----------------------------------- | ----------------------------------- |
| Liberal Democrats                   | Donald Gorrie                       | 20.578                              | 43,2                                | +7,9                                |
| Conservative                        | James Douglas-Hamilton              | 13.325                              | 28,0                                | −9,1                                |
| Labour                              | Lesley Hinds                        | 8948                                | 18,8                                | +0,8                                |
| SNP                                 | Graham D. Sutherland                | 4210                                | 8,8                                 | +0,4                                |
| Referendum Party                    | Stephen C. Elphick                  | 277                                 | 0,6                                 | +0,6                                |
| Liberal                             | Paul N. Coombes                     | 263                                 | 0,6                                 | ±0,0                                |
| Parteilos                           | Antony C.O. Jack                    | 30                                  | 0,1                                 | +0,1                                |

### Unterhauswahlen 2001
| Ergebnisse der Unterhauswahlen 2001 | Ergebnisse der Unterhauswahlen 2001 | Ergebnisse der Unterhauswahlen 2001 | Ergebnisse der Unterhauswahlen 2001 | Ergebnisse der Unterhauswahlen 2001 |
| Partei                              | Kandidat                            | Stimmen                             | %                                   | ±                                   |
| ----------------------------------- | ----------------------------------- | ----------------------------------- | ----------------------------------- | ----------------------------------- |
| Liberal Democrats                   | John Barrett                        | 16.719                              | 42,4                                | −0,8                                |
| Labour                              | Elspeth Alexandra                   | 9130                                | 23,1                                | +4,3                                |
| Conservative                        | Iain Whyte                          | 8894                                | 22,5                                | −5,5                                |
| SNP                                 | Alyn Smith                          | 4047                                | 10,3                                | +1,5                                |
| Socialist                           | Bill Scott                          | 688                                 | 1,7                                 | +1,7                                |

### Unterhauswahlen 2005
| Ergebnisse der Unterhauswahlen 2005 | Ergebnisse der Unterhauswahlen 2005 | Ergebnisse der Unterhauswahlen 2005 | Ergebnisse der Unterhauswahlen 2005 | Ergebnisse der Unterhauswahlen 2005 |
| Partei                              | Kandidat                            | Stimmen                             | %                                   | ±                                   |
| ----------------------------------- | ----------------------------------- | ----------------------------------- | ----------------------------------- | ----------------------------------- |
| Liberal Democrats                   | John Barrett                        | 22.417                              | 49,5                                | +7,1                                |
| Conservative                        | David A. Brogan                     | 8817                                | 19,5                                | −3,0                                |
| Labour                              | Navraj Singh Ghaleigh               | 8433                                | 18,6                                | −4,5                                |
| SNP                                 | Sheena M. Cleland                   | 4124                                | 9,1                                 | −1,2                                |
| Green                               | Ailsa Spindler                      | 964                                 | 2,1                                 | +2,1                                |
| Socialist                           | Gary P. Clark                       | 510                                 | 1,1                                 | −0,6                                |

### Unterhauswahlen 2010
| Ergebnisse der Unterhauswahlen 2010 | Ergebnisse der Unterhauswahlen 2010 | Ergebnisse der Unterhauswahlen 2010 | Ergebnisse der Unterhauswahlen 2010 | Ergebnisse der Unterhauswahlen 2010 |
| Partei                              | Kandidat                            | Stimmen                             | %                                   | ±                                   |
| ----------------------------------- | ----------------------------------- | ----------------------------------- | ----------------------------------- | ----------------------------------- |
| Liberal Democrats                   | Michael Crockart                    | 16.684                              | 35,9                                | −13,6                               |
| Labour                              | Cameron Day                         | 12.881                              | 27,7                                | +9,1                                |
| Conservative                        | Stewart Geddes                      | 10.767                              | 23,2                                | +3,7                                |
| SNP                                 | Sheena M. Cleland                   | 6115                                | 13,2                                | +4,1                                |

### Unterhauswahlen 2015
| Ergebnisse der Unterhauswahlen 2015 | Ergebnisse der Unterhauswahlen 2015 | Ergebnisse der Unterhauswahlen 2015 | Ergebnisse der Unterhauswahlen 2015 | Ergebnisse der Unterhauswahlen 2015 |
| Partei                              | Kandidat                            | Stimmen                             | %                                   | ±                                   |
| ----------------------------------- | ----------------------------------- | ----------------------------------- | ----------------------------------- | ----------------------------------- |
| SNP                                 | Michelle Thomson                    | 21.378                              | 39,0                                | +25,8                               |
| Liberal Democrats                   | Michael Crockart                    | 18.168                              | 33,1                                | −2,8                                |
| Conservative                        | Lindsay Paterson                    | 6732                                | 12,3                                | −10,9                               |
| Labour                              | Cammy Day                           | 6425                                | 11,7                                | −16,0                               |
| Green                               | Pat Black                           | 1140                                | 2,1                                 | +2,1                                |
| UKIP                                | George Inglis                       | 1015                                | 1,9                                 | +1,9                                |

### Unterhauswahlen 2017
| Ergebnisse der Unterhauswahlen 2017      | Ergebnisse der Unterhauswahlen 2017 | Ergebnisse der Unterhauswahlen 2017 | Ergebnisse der Unterhauswahlen 2017 | Ergebnisse der Unterhauswahlen 2017 |
| Partei                                   | Kandidat                            | Stimmen                             | %                                   | ±                                   |
| ---------------------------------------- | ----------------------------------- | ----------------------------------- | ----------------------------------- | ----------------------------------- |
| Liberal Democrats                        | Christine Jardine                   | 18.108                              | 34,3                                | +1,2                                |
| SNP                                      | Toni Giugliano                      | 15.120                              | 28,6                                | −10,4                               |
| Conservative                             | Sandy Batho                         | 11.559                              | 21,9                                | +9,6                                |
| Labour                                   | Mandy Telford                       | 7876                                | 14,9                                | +3,2                                |
| Scotland’s Independence Referendum Party | Mark Whittet                        | 132                                 | 0,3                                 | +0,3                                |

### Unterhauswahlen 2019
| Ergebnisse der Unterhauswahlen 2019 | Ergebnisse der Unterhauswahlen 2019 | Ergebnisse der Unterhauswahlen 2019 | Ergebnisse der Unterhauswahlen 2019 | Ergebnisse der Unterhauswahlen 2019 |
| Partei                              | Kandidat                            | Stimmen                             | %                                   | ±                                   |
| ----------------------------------- | ----------------------------------- | ----------------------------------- | ----------------------------------- | ----------------------------------- |
| Liberal Democrats                   | Christine Jardine                   | 21.766                              | 39,9                                | +5,6                                |
| SNP                                 | Sarah Masson                        | 17.997                              | 33,0                                | +4,4                                |
| Conservative                        | Graham Hutchison                    | 9283                                | 17,0                                | −4,9                                |
| Labour                              | Craig Bolton                        | 4460                                | 8,2                                 | −6,7                                |
| Green                               | Elaine Gunn                         | 1027                                | 1,9                                 | +1,9                                |